# HIGHSPEED Étoile
HIGHSPEED Étoile은 곧 출시될 일본 오리지널 애니메이션 TV 시리즈이다. 이 시리즈는 후지마 타쿠야의 캐릭터 디자인을 특징으로 한다. 또한 일본 슈퍼 포뮬러 챔피언십, 포뮬러 E의 도쿄 ePrix, F1의 일본 그랑프리와의 콜라보레이션도 선보일 예정이다. 이 시리즈는 2024년 4월 첫 방송 예정이다. 오프닝 주제곡 "ADRENALIZED"는 미즈키 나나, 엔딩 주제곡 "Fanfare"는 SCANDAL이 연주한다.
미소노 치아키가 스즈카 서킷과 협력하여 그린 스핀오프 만화 시리즈인 Highspeed Etoile: L'Entrée de Towa et Kanata는 2023년 10월부터 아키타 쇼텐의 만화 크로스 웹사이트에서 연재를 시작했다.